# Taishi (Hyōgo)
Pour les articles homonymes, voir Taishi.
Taishi (太子町, Taishi-chō) est un bourg du district d'Ibo, dans la préfecture de Hyōgo, au Japon.

## Géographie

### Démographie
Au 1er octobre 2014, la population de Taishi s'élevait à 33 603 habitants répartis sur une superficie de 22,62 km2.